# La vorágine (serie de televisión)
La vorágine es una miniserie de televisión colombiana basada en la novela del escritor colombiano José Eustasio Rivera, producida por RCN Televisión y transmitida por la Cadena 2 de Inravisión en 1990. Fue escrita y dirigida por Lisandro Duque Naranjo y protagonizada por Florina Lemaitre y Armando Gutiérrez y con las participaciones especiales de María Fernanda Martínez, Waldo Urrego, Frank Ramírez, Carmenza Gómez y Carlos Barbosa.

## Sinopsis
Narra la historia de pasión y venganza del poeta Arturo Cova y su amante Alicia, enmarcada en los llanos y la selva amazónica a donde los dos amantes huyen de la sociedad, y que expone las duras condiciones de vida de los colonos e indígenas esclavizados durante la fiebre del caucho.

## Reparto
- Armando Gutiérrez como Arturo Cova.
- Florina Lemaitre como Alicia.
- María Fernanda Martínez como Griselda.
- Waldo Urrego como Fidel Franco.
- Carlos Barbosa como Clemente Silva.
- Frank Ramírez como Narciso Barrera.
- Carmenza Gómez como Zorayda Ayram.
- Edgardo Román como Gámez Roca.
- Saskia Loochkartt como Clarita.
- Fernando Solórzano

## Ficha técnica
- Escrita para televisión por: Lisandro Duque Naranjo
- Basada en la novela de - Jose Eustasio Rivera
- Asistente de dirección: Elsa Dueñas
- Fotografía: Rodrigo Lalinde
- Cámara: Argemiro Saavedra y Juan Carlos López
- Sonido: Francisco Rodríguez
- Ambientación: Mónica Marulanda, Marleny Carvajal y Carlos Ramírez
- Script: Laura Reyes
- Dirección de cámaras y edición: Jairo Cañola
- Jefatura de producción: Liuba Hleap e Iván Soler
- Producción Ejecutiva: Bernardo Nieto
- Música Original: Julián Rodríguez
- Dirección General: Lisandro Duque Naranjo

## Premios y nominaciones

### Premios India Catalina
| Año  | Categoría                                     | Nominado                | Resultado |
| ---- | --------------------------------------------- | ----------------------- | --------- |
| 1991 | Mejor serie o miniserie                       | Mejor serie o miniserie | Nominada  |
| 1991 | Mejor telenovela                              | Mejor telenovela        | Nominada  |
| 1991 | Mejor actriz protagónica de serie o miniserie | María Fernanda Martínez | Nominada  |
| 1991 | Mejor banda sonora de serie o miniserie       | Julián Rodríguez        | Nominado  |